# Nyssiodes
Nyssiodes is een geslacht van vlinders van de familie spanners (Geometridae), uit de onderfamilie Ennominae.

## Soorten
- N. lefuarius Erschoff, 1872
- N. perochrea Wehrli, 1941
- N. rhodopolitis Wehrli, 1939